# Юдифь (герцогиня Баварии)
Юдифь (Юдит; нем. Judith; 925 — 29 июня после 985) — герцогиня Баварии, жена Генриха I, герцога Баварии. Была регентом при малолетнем сыне Генрихе II.

## Жизнь
Юдифь была старшей дочерью баварского герцога Арнульфа и Юдифи Фриули (современные ученые называют её матерью Юдифь, дочь графа Эберхарда из Зулихгау). Незадолго до смерти отца в 937 году Юдифь и Генрих I были обручены, что сделало претензии Генриха на баварский трон законными. Благодаря этому брачному союзу между Оттонской династией и династией Луитпольдингов, Бавария вошла в растущее Германское королевство, а родословная Юдифи обеспечила признание прав её мужа. После смерти своего дяди Бертольда в 947 году Генрих I унаследовал титул герцога. Юдифь оставалась предана своему мужу, даже когда он был временно изгнан баварскими дворянами во время восстания его племянника Людольфа, герцога Швабии в 953 году.
Генрих I умер от болезни в 955 году и Юдифь стала регентом при сыне Генрихе, которому на тот момент было всего четыре года. Она оказалась способной правительницей обширных баварских территорий. Она выдала свою дочь Гедвигу за Бурхарда III, герцогом Швабии, а также организовала брак сына Генриха с принцессой Гизелой Бургундской, тем самым создав прочный союз между южногерманскими герцогствами и Бургундским королевством. Юдифь также способствовала укреплению отношений между Оттонской династией и императрицей Адельгейдой. Согласно средневековому летописцу Видукинду Корвейскому, она была «женщиной исключительной мудрости». Она совершила паломничество в Иерусалим и, вернувшись в 973 году, столкнулась с восстанием своего сына и его смещением императором Оттоном II. Она удалилась в аббатство Нидермюнстера в Регенсбурге, где её впоследствии похоронили рядом с мужем.

## Брак и дети
- (938) Генрих I (919/921—955), герцог Баварии с 948 года из Саксонской династии:

Генрих II Строптивый (946/951—995), герцог Баварии (955—976, 985—995)
Герберга, аббатиса Гандерсгейма (ок. 940—1001)
Гедвига (ум. 994), замужем за Бурхардом III, герцогом Швабии.